# Helle
Trong thần thoại Hy Lạp, Helle (/ˈhɛli/; tiếng Hy Lạp cổ: Ἕλλη, Héllē) hay còn gọi là Ellie, đôi khi gọi là Athamantis (Ἀθαμαντίς)  là con gái của vua Athamas cai trị thành Boeotia với hoàng hậu Nephele. Cô được đề cập tới trong câu chuyện về anh hùng Jason và các thủy thủ Argonaut. Tên của Helle được đặt cho eo biển Hellespont ("biển Helle"), nơi mà cô đã bị rơi xuống khi đang cùng người anh trai Phrixus cưỡi trên lưng cừu bay qua.

## Thần thoại
Phrixus, con trai của vua Athamas và Nephele  cùng với em gái sinh đôi của mình là Helle bị người mẹ kế Ino của họ ghét bỏ. Ino đã thực hiện âm mưu, đó là rang tất cả các hạt giống cây trồng của Boeotia để chúng không thể nảy mầm. Những người nông dân trong Boeotia đã rất sợ hãi trước nạn đói, họ nhờ một nhà tiên tri gần đó để giúp đỡ. Ino hối lộ những người nông dân đó để họ nói dối với người khác rằng: cần phải hiến tế Phrixus và Helle để loại trừ nạn đói này. Tuy nhiên, trước khi bị giết thì hai anh em sinh đôi đã được con cừu đực có lông vàng biết bay do người mẹ Nephele gửi đến. Trong khi bay đi, Helle bị rơi khỏi lưng của con cừu xuống eo biển Hellespont (sau này được đặt theo tên của cô)  và chết. Hoặc cô đã được thần Poseidon cứu mạng rồi trở thành nữ thần biển cả. Nhưng Phrixus vẫn sống sót đến Colchis, nơi mà vua Aeetes cai trị. Ông đã đối xử tử tế với Phrixus và gả cho anh người con gái Chalciope của mình. Để tỏ lòng biết ơn, Phrixus đã hiến tế con cừu cho thần Poseidon và trao cho nhà vua Aeetes bộ lông cừu vàng của con cừu. Sau dó, Aeetes đã treo bộ lông cừu vàng trên cây trong khu rừng thánh của thần Ares, nơi được một con rồng không bao giờ ngủ bảo vệ và canh gác.
Người khổng lồ Almops và Paeon là những người con của Helle với thần Poseidon.